# Pocadicnemis
Pocadicnemis es un género de arañas araneomorfas de la familia Linyphiidae. Se encuentra en la zona holártica.

## Lista de especies
Según The World Spider Catalog 12.0:
- Pocadicnemis americana Millidge, 1976
- Pocadicnemis carpatica (Chyzer, 1894)
- Pocadicnemis desioi Caporiacco, 1935
- Pocadicnemis jacksoni Millidge, 1976
- Pocadicnemis juncea Locket & Millidge, 1953
- Pocadicnemis occidentalis Millidge, 1976
- Pocadicnemis pumila (Blackwall, 1841)